# Fodor Sándor (író)
Fodor Sándor (Csíksomlyó, 1927. december 7. – Kolozsvár, 2012. március 28.) József Attila-díjas romániai magyar író, műfordító, Fodor Nagy Éva férje.

## Életútja, munkássága
1927. december 7-én született Csíksomlyón. Már kamaszfejjel találkoznia kellett a háború borzalmaival. A Csíkszeredai Római-katolikus Főgimnáziumban érettségizett, majd a Bolyai Tudományegyetemen államvizsgázott, román-német szakon. 
Nagyszentmiklóson tanárként dolgozott. 1951-ben kötötte össze életét Nagy Éva festőművésszel, az 1950-es években született két leányuk Éva Veronika és Eszter. 1951 és 1956 között a kolozsvári Irodalmi Könyvkiadó, 1956-tól 1988-ig a Napsugár erdélyi gyermeklap szerkesztője volt. 1990 és 1991 között nyugdíjazásáig a Keresztény Szónál szerkesztő. Nyugdíjas éveiben is aktívan írt. Több hazai és nemzetközi elismerésben részesült.
Irodalmi pályafutását novellistaként kezdte. Első megjelent kötete 1954-ben látott napvilágot Bukarestben, „Fehérfenyő” címmel, amely elbeszéléseket, karcolatokat tartalmaz. Ezt követően sorra jelentek meg elbeszéléskötetei, de kisregényeket is írt. Írásaival belopta magát a hazai közönség, főleg a székelyföldi csíki emberek szívébe. Műveit  a székely humor, a drámai életképek, helyzetek és az abszurd vonások jellemzik. Igazi áttörést a Csipike meseregény-sorozatával aratta, amelyet több nyelvre is lefordítottak. Első része „Csipike, a gonosz törpe” címen jelent meg, 1966-ban. A meseregény elsősorban a gyerekekhez szól, azonban derűje és mély filozófiai mondanivalója révén a felnőtt olvasóközönséghez is.
Az 1997-ben Csíkszeredában kiadott „Levelek hazulról – haza” c. írásgyűjtemény a Hargita Népe c. napilapban megjelent cikkeit közli.  A mai ember problémáira próbál orvosságot találni. Itt említi meg, hogy neki a haza két pólusra tevődik: az egyik szülőföldje Csíksomlyó és Csíkszereda, a másik Kolozsvár. Ez utóbbiban hunyt is el, életének 85. esztendejében.

## Művei
- Fehérfenyő, elbeszélések, karcolatok, Bukarest, 1954
- Gyöngyvirágos puszta, elbeszélések, Bukarest, 1955
- Fújja a szél, fújja, elbeszélések, karcolatok, Kolozsvár, 1957
- Táborozók, elbeszélések, Bukarest, 1959
- Új barátok, elbeszélések, Bukarest, 1960
- Jóska meg a sóska, karcolatok, Bukarest, 1962
- Elveszett egy kicsi leány, karcolatok, Bukarest, 1964
- Önarckép, kisregény, Bukarest, 1964
- Csipike, a gonosz törpe, mese, Bukarest, 1966 Online elérés
- Krónika, regény, Bukarest, 1966
- Mit gondol az öreg pisztráng?, elbeszélések, karcolatok, Bukarest, 1967
- Csipike és Kukucsi, mese, Bukarest, 1968
- Orbán Balázs nyomdokain, riportok [Beke Györggyel és Mikó Imrével], Bukarest, 1969
- Szellemidézés, verses történelmi interjúk, Bukarest, 1969
- Csipike, a boldog óriás, mese, Bukarest, 1970
- A Büdösgödör, kisregény, 1970
- Nehézvíz, kisregény; Bukarest, 1971
- Megőrizlek, kisregény, Bukarest, 1973
- Csipike, az óriás törpe, mese, Bukarest, 1974
- A felnőttek idegesek, kisregény, Kolozsvár, 1974
- Mosóteknőben a világ körül, gyermektörténetek, Bukarest, 1976
- Egy nap – egy élet, regény, Bukarest, 1976
- Tíz üveg borvíz, kisregény, Bukarest, 1979
- Képeslapok az Óperencián innen és túlról, útijegyzetek, Kolozsvár, 1982
- Tűzoltózenekar, válogatott novellák, Kriterion, Bukarest, 1983
- Az ígéret földje, regény, Bukarest, 1984
- Fülöpke beszámolói, karcolatok, Bukarest, 1984
- Fekete-erdő, kisregények, Bukarest, 1986
- Bimbi tábornok, regény, Bukarest, 1986
- A merénylő, elbeszélések, Bukarest, 1988
- Ki ez? Egy önéletírás műhelyforgácsai, anekdoták, Bukarest, 1989
- Csipike és a gonosz ostoba, mese, 1990
- Csipike, bolgár kiadás, 1990
- Az első hó, novellák, karcolatok, 1991
- A csíksomlyói ferences könyvtár kincseiről, Csíkszereda, 1991
- Édesvackort Csipikének, 1993
- Csipike és Tipetupa, Csíkszereda, 1996
- Levelek hazulról – haza, Csíkszereda, 1997
- Bimbi tábornok, Kriterion, 1998
- A tizenegyedik üveg, Kriterion, 2001
- Hány nyelven szól az ördög?, Mentor kiadó, Marosvásárhely, 2002
- Sündisznóállás, Neptun Impex Rt, Csíkszereda, 2002
- Mit gondol az öreg pisztráng?, Válogatott novellák, Pont kiadó, 2003
- A vén bajuszos, Pallas-Akadémia Csíkszereda, 2003
- Mária lábától a sündisznóállásig. Fejezetek egy életrajzi regényből; Hargita, Csíkszereda, 2005
- Fülöpke beszámolói; Mentor, Marosvásárhely, 2006
- Csipike, bolgár kiadás, 2010
- A feltámadás elmarad. Válogatott novellák; szerk. Gáll Attila; Erdélyi Híradó–Előretolt Helyőrség Szépirodalmi Páholy, Kolozsvár, 2011
- Válogatott novellák; Hargita Kiadóhivatal, Csíkszereda, 2016

## Műfordítások
- Mihail Sadoveanu: Az erdő, 1955
- Ion Agârbiceanu: Gyermekvilág, 1963
- George Topîrceanu: Vidám és szomorú balladák (Bajor Andorral), 1963
- Dumitru Radu Popescu: Oltyánok nyara, 1965
- Eugen Barbu: Az északi műút, 1966
- Dumitru Radu Popescu: Ők ketten, vagy akik csak az erdőt látták, 1974
- Dumitru Radu Popescu: Királyi vadászat, 1975
- Dumitru Radu Popescu: Felhők császára, 1979

## Díjak, kitüntetések
- 1966 – A Román Írószövetség Díja

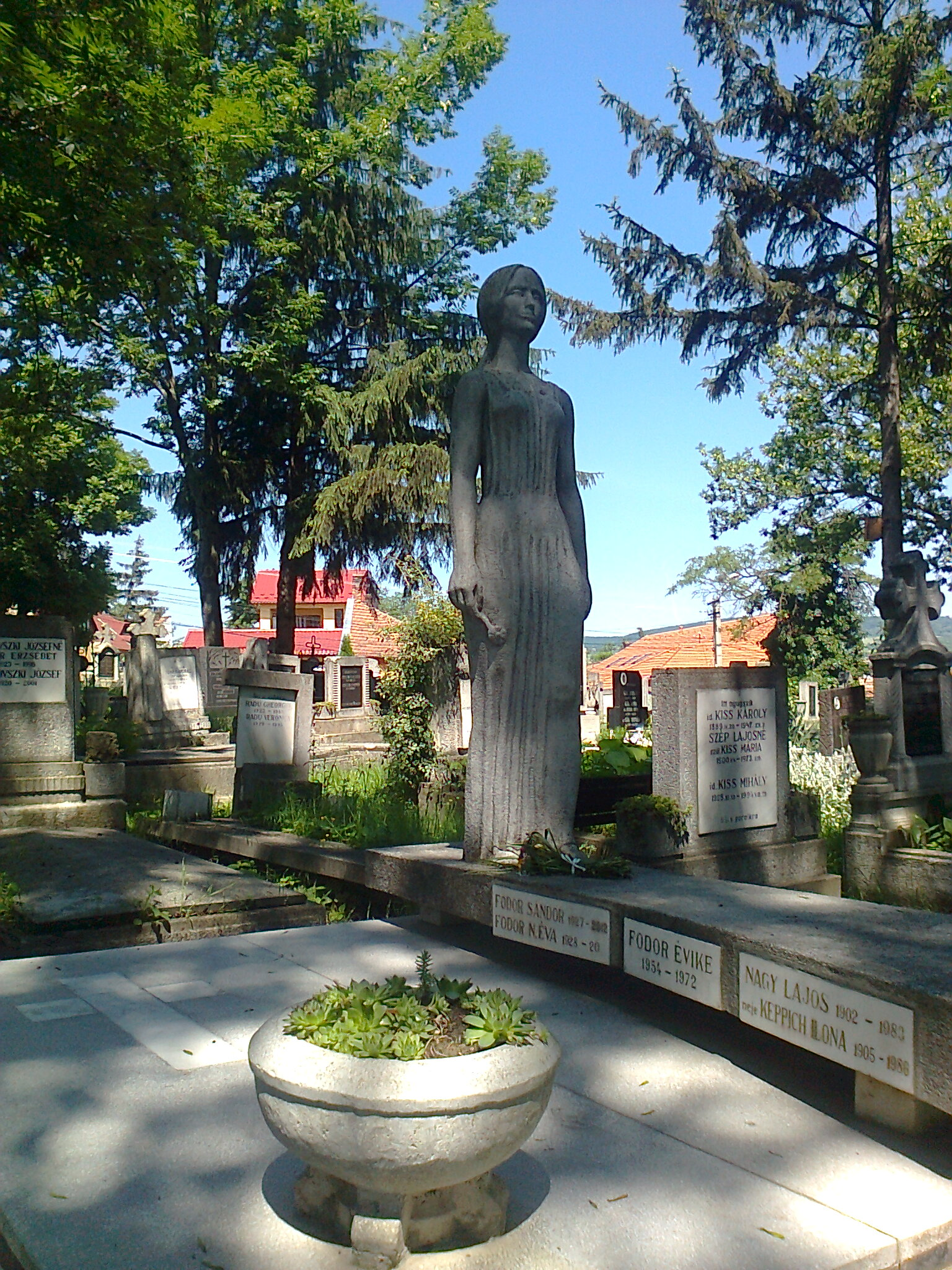
Sírja Kolozsváron a Kismező utcai temetőben

- 1966 – Kulturális Érdemrend 5. fokozata
- 1982 – A Román Írószövetség Nagydíja
- 1983 – A Román Akadémia Ion Creangă-díja
- 1994 – A Hét Nívódíja
- 1998 – A Magyar Köztársasági Érdemrend tisztikeresztje
- 2001 – József Attila-díj